# Urinoir (straatmeubilair)

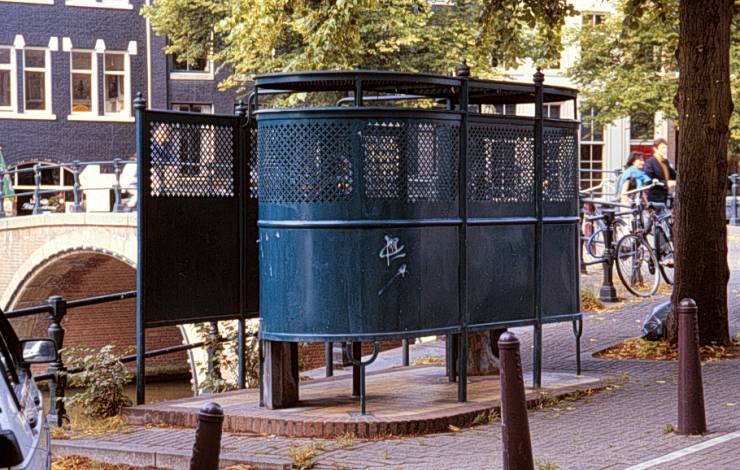
Amsterdamse Krul op de Keizersgracht bij de Nieuwe Spiegelstraat

Een urinoir (ook wel vespasienne, pissijn, pissoir of waterplaats genoemd) is een openbaar toilet voorzien van doorgaans verscheidene pisbakken waar mannen kunnen plassen.

## Geschiedenis
Voor het gebruik van urinoirs was het gebruikelijk dat mannen wildplasten. Door de opkomst van stedelijke gebieden en de aanleg van riolen ontstond de behoefte om speciale gelegenheden op te zetten. In Amsterdam is de ijzeren "plaskrul" hiervan een bekende variant. Het eerste exemplaar dateert uit 1870. Eerder waren al in Parijs plaszuilen opgezet, aanplakzuilen met een ingebouwd urinoir. Later werden deze functies gescheiden.

### Moderne varianten
Een moderne variant is het plaskruis. Het plaskruis is een mobiel te plaatsen urinoir dat geen aansluiting op het riool nodig heeft maar periodiek verwisseld wordt. Een oplossing die het straatbeeld niet verstoort is het verzinkbaar urinoir. Buiten gebruik is het een in het plaveisel verzonken urinoir. Ze worden in de nacht met een interne lift op straathoogte gebracht voor het uitgaanspubliek. In 2016 kwam er een verzinkbaar urinoir met afsluitbaar vrouwengedeelte op de Dam in Amsterdam, dat alleen 's nachts kan worden gebruikt.

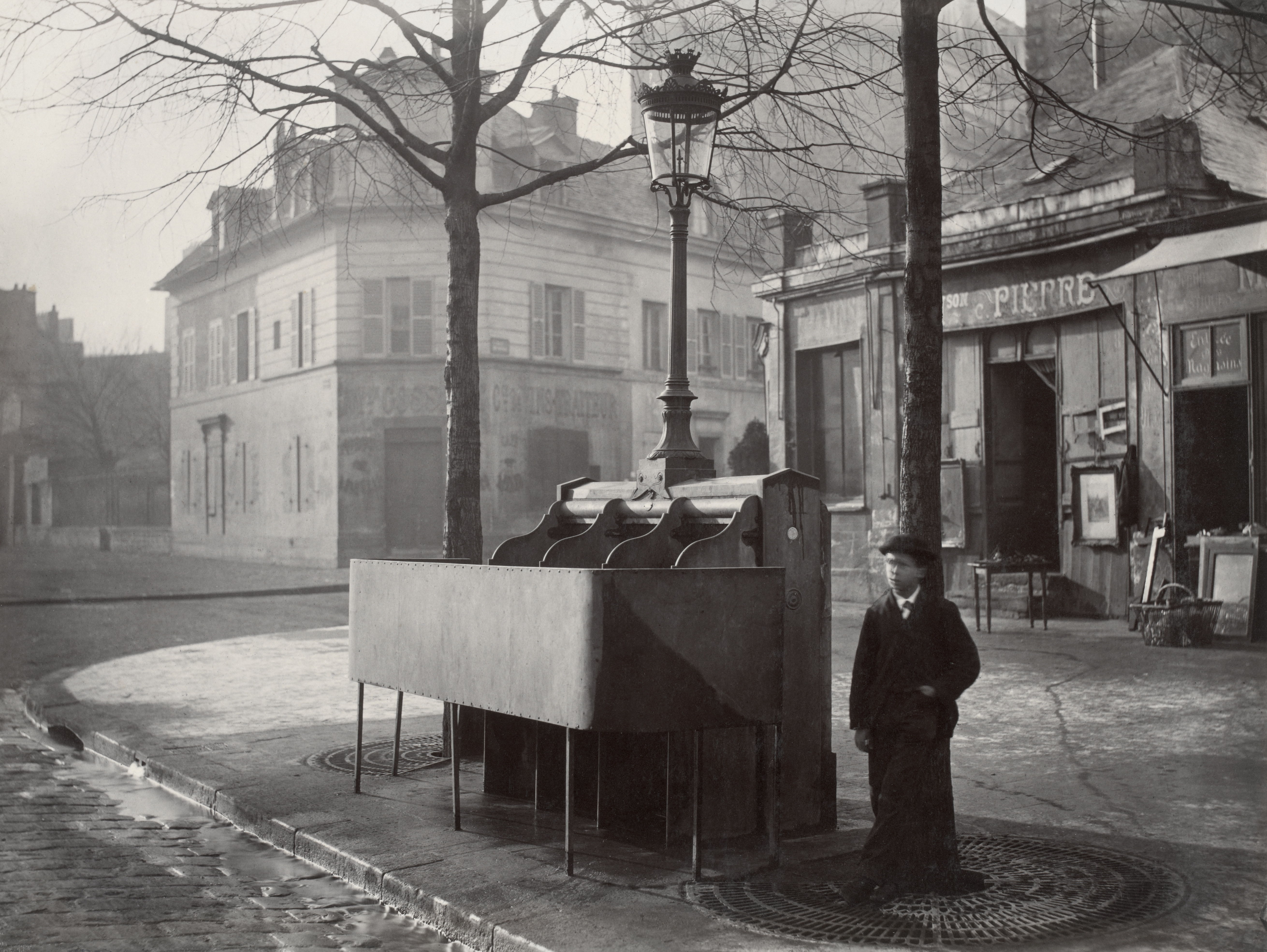
Urinoir in Parijs, Av. du Maine, ca. 1865
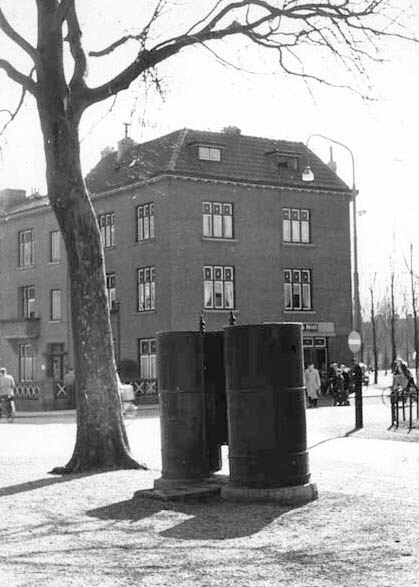
Urinoir in Maastricht, Hertogsingel, ca. 1955
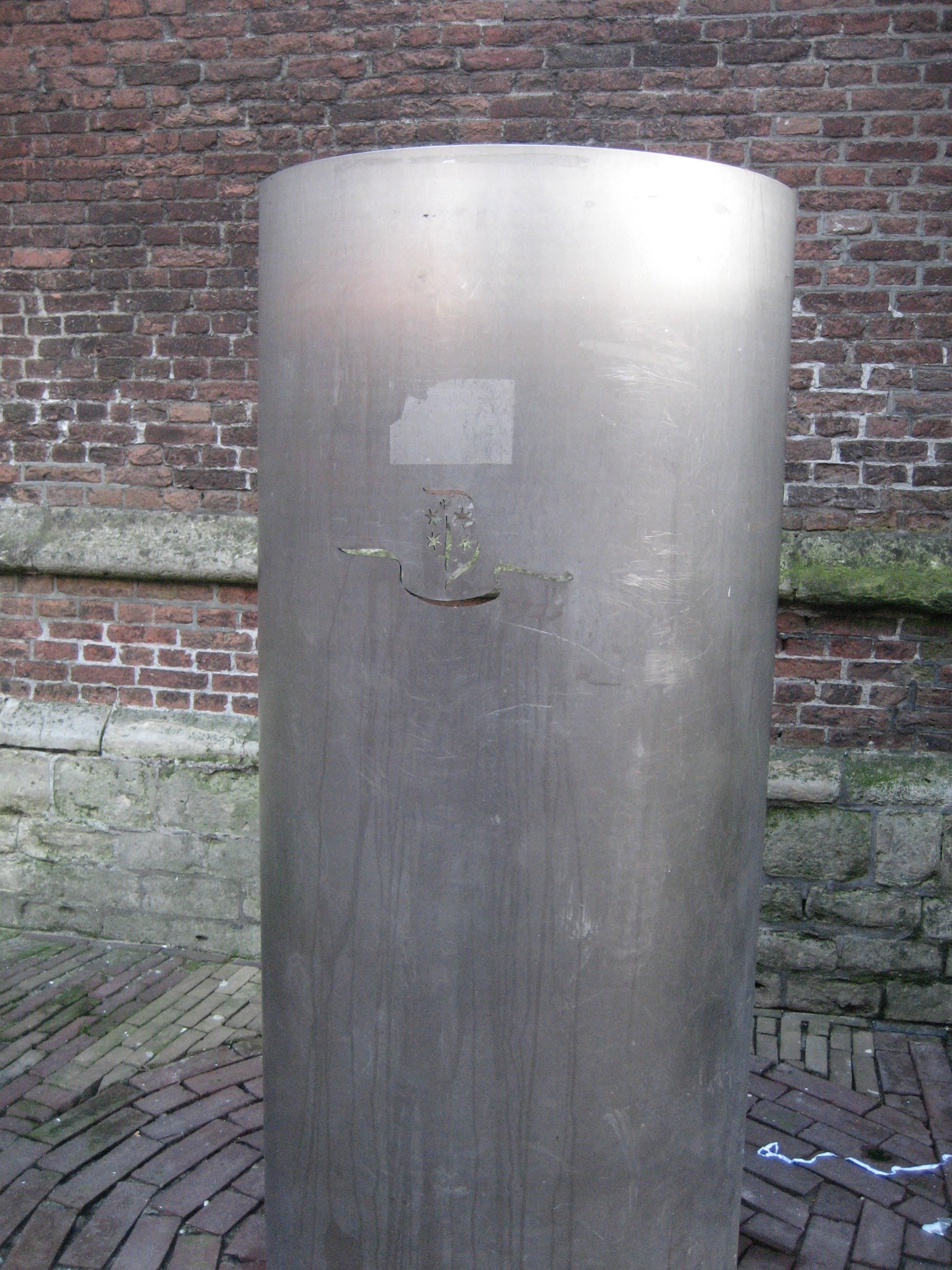
Urinoir op de Grote Markt in Haarlem
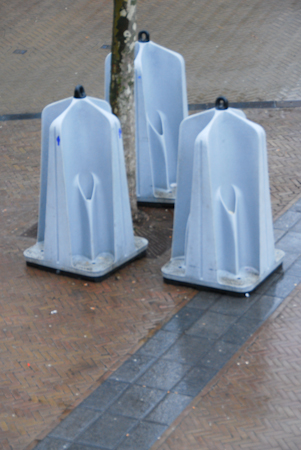
Plaskruizen op de Nieuwmarkt in Amsterdam